# Somogy vármegye turisztikai látnivalóinak listája

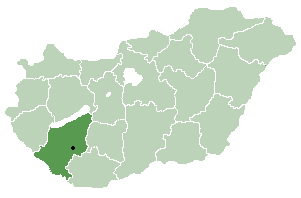
Somogy vármegye

Ez a lista Somogy vármegye turisztikai látnivalóit tartalmazza (épített és természeti értékek, múzeumok, rendezvények).

## Épített környezet

### Épületegyüttesek, területek

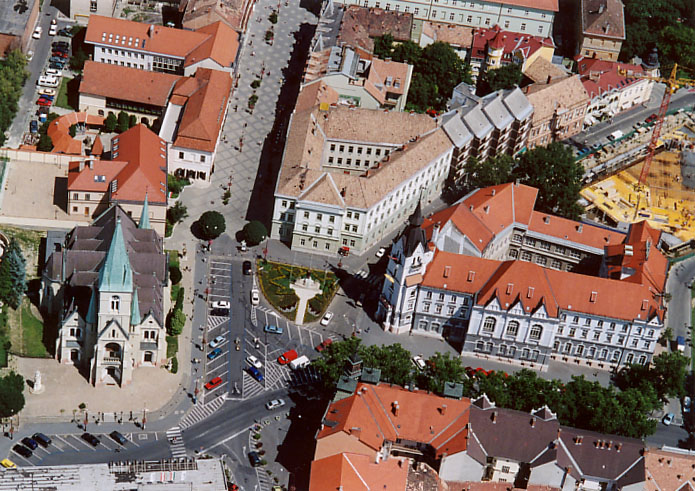
Kaposvár belvárosa még a 2003-as átépítés előtt

- Kaposvár történelmi városközpontja egész Európában egyedülálló, mivel sehol máshol nincs ennyi eklektikus és szecessziós stílusú épület ilyen kis területen, mint itt. Legfontosabb műemlékei és védett épületei a 251 éves Arany Oroszlán Gyógyszertár, az 1911-ben épült Csiky Gergely Színház, a 18. századi Dorottya-ház, a Dorottya üzletház (ma szálloda), az 1832-ben elkészült Vármegyeháza, az 1904-ben épült Városháza és az 1928-ban létesült Szivárvány Kultúrpalota.[1]
- Siófoki hajókikötő (19. századi gőzhajók)
- Szóládi löszpincesor[2][3]
- Kaposmérő, Kassai-völgy – ősmagyar jurták, Kassai Lajos lovasíjász-bemutatója és -iskolája[4]
- Somogyvámos, Krisna-völgy
- Patca, Katica Tanya[5]
- Bonnya, Somogy Kertje üdülőfalu, szálloda és étterem[6]
- Hajmás, Zselicvölgy Szabadidőfarm[7]
- Nagyatád, az 1975 óta működő nemzetközi faszobrász alkotótelep szabadtéri szoborparkja éjjel-nappal látogatható.[8]
- Balatonlelle – Rádpusztai gasztroélménybirtok és az egykori Festetich-majorban lovasközpont[9][10]
- Zamárdi, kalandpark[11]

### Templomok, kápolnák, templomromok

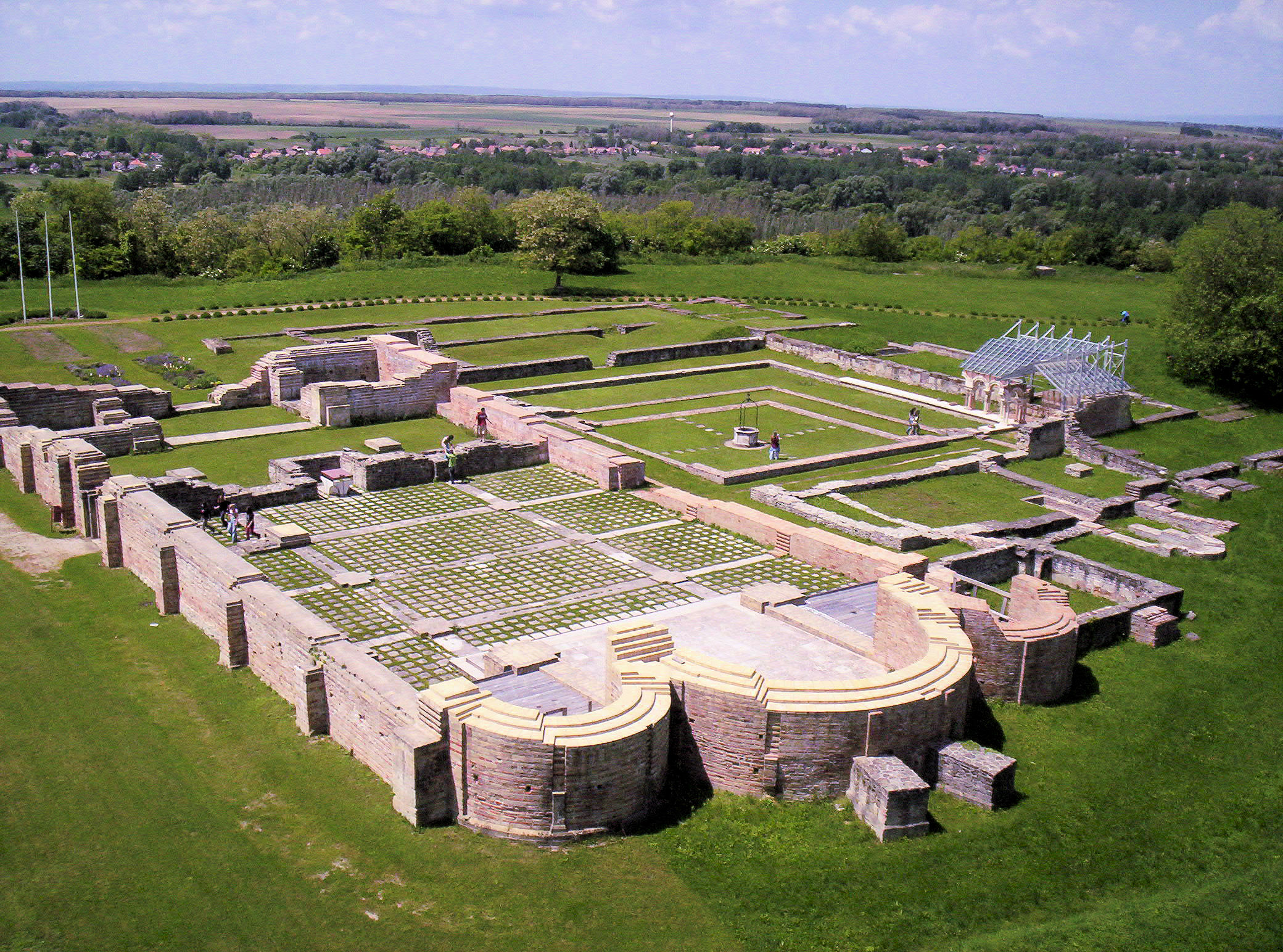
A somogyvári apátság romjai

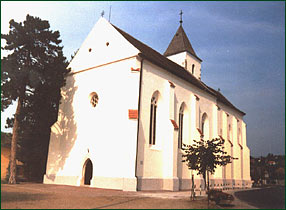
Kőröshegy katolikus temploma

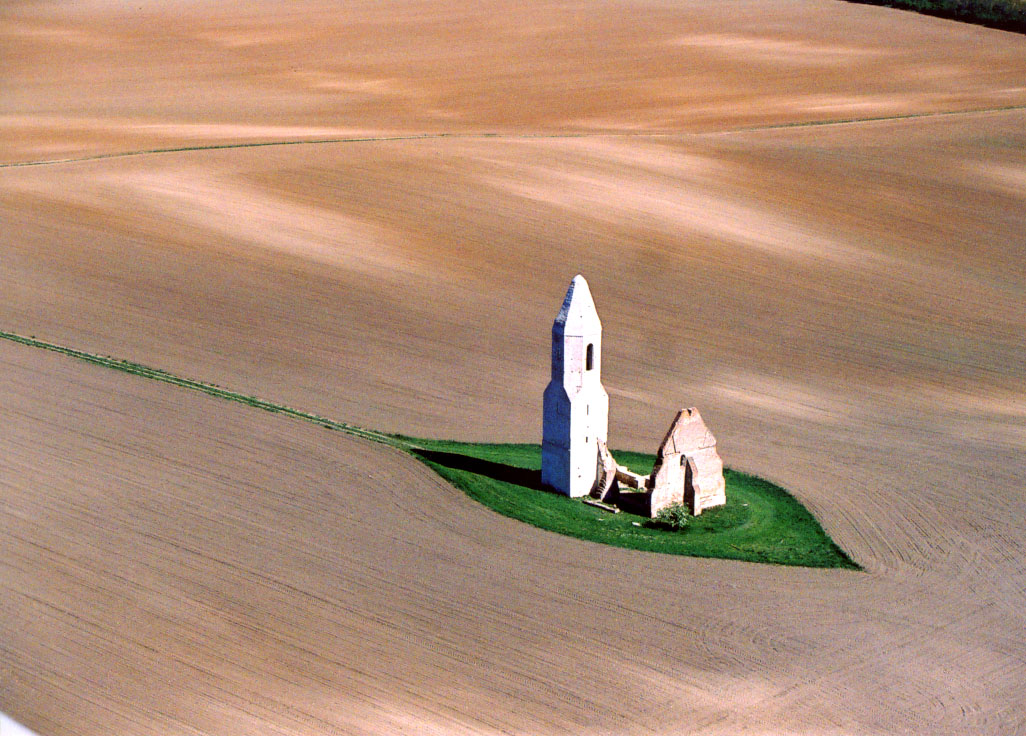
A somogyvámosi Pusztatorony

- Kaposvár, Nagyboldogasszony-székesegyház – a 139 éves templom a kaposvári Kossuth téren áll, a Kaposvári püspökség központja.[1]
- Kaposvár, Kaposszentjakabi Bencés Apátság – Kaposvár keleti városrészében, Kaposszentjakabon található, 11. századból származó rom.[1]
- Somogyvár, a Szent Egyed bencés apátság romjai
- Somogyvámos, Pusztatorony
- Gyugyi Árpád-kori templom[12]
- Siófoki evangélikus templom (Makovecz Imre tervei alapján épült)
- Kőröshegy – középkori eredetű katolikus templom. Többször átalakították, de még ma is láthatóak gótikus ablakai és támpillérei.[13]
- Gerézdpusztai kápolna (Somogyacsa) – az európai Szent Márton-út része.[14]
- Lengyeltóti temploma – az új épület hátsó felén Árpád-kori részek maradtak meg.[15]
- Somogyszil temploma – gótikus eredetű, középkori templom, amit később barokk stílusban átépítettek, de támpillérei és helyreállított gótikus ablakai ma is láthatók.[16]
- Libickozma – a falutól északnyugatra, az egykori Szőkepusztán, az erdőben áll egy 1931-ben épített, 2007-ben felújított baptista kápolna.[17][18]
- Lábod – Árpád-kori temetőkápolna[19]
- Szenna – a falumúzeum területén áll az egyedülálló értéket képviselő, fakazettás mennyezetű templom.[20]
- Szenyér – a temetőben középkori eredetű, romanikus–gótikus templom (kápolna) áll.[21][22]
- Őrtilos – a Szent Mihály-hegyi műemlék templom mellől szép kilátás nyílik a Mura és a Dráva összefolyására.[23][24]
- Gadány – 14. századi, gótikus eredetű templom, később átépítették.[25]
- Kisgyalán – a vármegyében egyedülálló különlegesség a falu kerek temploma. 1781-ben épült, falainak vastagsága néhol a 2 métert is megközelíti, de mindenhol legalább 80 cm.[26][27]
- Ádánd – a falu külterületén, a szántóföldön áll egy Árpád-kori templom maradványa, amit a helyiek „törökhagyás”-nak neveznek.[28][29]
- Somogybükkösd – a falu temploma 13. századi eredetű, de a 18. században átépítették.[30]
- Segesd – igen értékes műemlékegyüttes a 18. századi ferences templom és a hozzá tartozó kolostor, a falu másik részén pedig egy szentkút és egy hozzá tartozó kápolna várja a zarándokokat.[31][32][33][34]
- Teleki – Árpád-kori eredetű temetőkápolna[35]
- Balatonlelle-Rádpuszta – Árpád-kori templom romja[36]
- Somodor – középkori templom romja Somodorpuszta külterületén[37]
- Somogyszentpál – Varjaskér külterületén, nehezen megközelíthető helyen álló Árpád-kori templom romjai.[38]
- Vörs – műemlék templomában 1948 óta minden év végén berendezik a híres betlehemet, amely manapság a világ legnagyobb templomon belüli betleheme.[39]
- Csurgó – Szentlélek-templom: 13. századi eredetű, később átépített műemlék[40]
- Andocs – Nagyboldogasszony-bazilika, az egyik leghíresebb magyar búcsújáróhely.[41]

### Kálváriák
- Kaposvár, donneri kálvária – ma álló, műemléki védettségű kápolnája 1893-ban épült.[1][42]
- Kaposvár, toponári kálvária, amit 2014-re teljesen felújítottak.[43][44]
- Somogyacsa
- Gölle – a temetőben áll egy kis kálvária, keresztjét 1907-ben állíttatták.[45]
- Gyugy – az Árpád-kori templomhoz felvezető út mentén egy különleges kálváriát építettek a 21. század elején: stációin nem a bibliai történet elevenedik meg, hanem híres magyarok emléktáblái vannak elhelyezve, az ősidőktől, a hunoktól kezdve a közelmúlt Puskás öcsijéig.[12]
- Lengyeltóti – stációi a templomdomb oldalában állnak.[15]
- Somogyvár – a templom mellett található.[46]
- Lad – a temetőben levő kálvária kápolnája 1855-re készült el.[47]
- Barcs – a Kálvária utcában áll egy domb oldalában[48]
- Igal – a szőlőhegyi kápolna előtt egy 1896-ból származó kőkereszt áll, 2014-ben kálváriát is építettek hozzá[49]
- Andocs – a Nagytoldipuszta felé vezető út mentén, még bent a faluban található egy domboldalban.
- Marcali – a temetőben található egy kálvária, stációi vöröshomokkőből készültek.[50]
- Csoma – a falu külterületén, a Kapos folyótól délre egy különleges kálvária áll: a balesetben elhunyt motorosok emlékére hozták létre a korábban már itt álló Jókút-kápolna és a Jókút-forrás mellett. Évente motoros zarándoklatot is tartanak itt.[51]

### Múzeumok, kiállítások, gyűjtemények, bemutatóhelyek
- Kaposvár – Vármegyei múzeum
- Kaposvár – Rippl-Rónai-villa

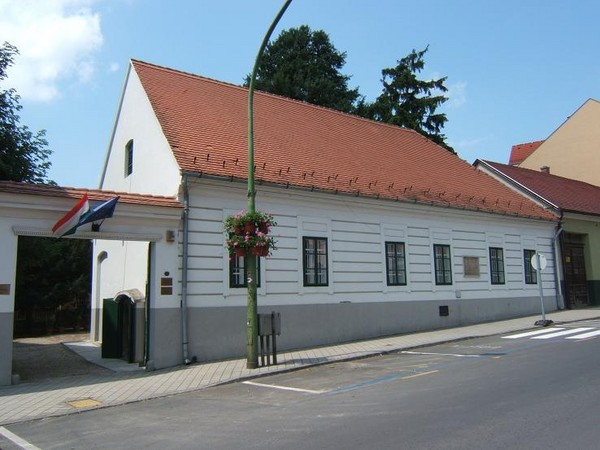
Kaposvár, Vaszary Emlékház

- Kaposvár – Vaszary Emlékház, 1833-ban épült, Vaszary János festőművész életművét mutatja be.[1]
- Kaposvár – Steiner-gyűjtemény: vaskályhák és egyéb, öntöttvasból készült tárgyak gyűjteménye[52]
- Nikla – Berzsenyi-kúria, Berzsenyi emlékmúzeum[53]
- Nikla – Interaktív méhészeti kiállítás, 2018-ban nyílt meg.[54]
- Barcs – Dráva Múzeum, 1979-ben alapították[55]
- Somogyfajsz – Őskohó Múzeum a falu melletti erdőben, bejelentkezéssel látogatható.[56]
- Siófok – Ásványmúzeum, 1986-ban nyílt meg.[57]
- Siófok – Kálmán Imre Emlékház[58]
- Vörs – Tűzoltómúzeum[59]
- Tab – Nagy Ferenc Galéria: a fafaragó szobrászművész 300 alkotása tekinthető itt meg.[60]
- Andocs – Mária-ruhák múzeuma. Az Andocsra zarándoklók sokszor hoznak magukkal egy-egy öltözetet a Mária-kegyszobor számára, a kiállításon ezek láthatóak összegyűjtve. A több mint 250, a világ minden tájáról származó ruha közül a legrégebbi 173 éves.[61]
- Somogytúr – Kunffy Lajos Emlékház, ahol Kunffy Lajos 120 festménye látható.[62]
- Zala – Zichy Mihály festőművész emlékmúzeuma[63]
- Bábonymegyer – Rudnay Gyula festőművész emlékháza[64]
- Segesd – az egykori malom felújított épületében helytörténeti múzeumot rendeztek be.[34][65]
- Nagyatád – az ingyenesen látogatható városi múzeum 1996-ban nyílt meg a belvárosban.[66]
- Marcali – városi múzeum[67]
- Gölle – Fekete István író szülőházában 1987-ben emlékmúzeumot rendeztek be.[68]
- Balatonboglár – a helytörténeti múzeum az úgynevezett Fischl-házban kapott helyet.[69][70]
- Balatonboglár és Ordacsehi között található a Bugaszegi Téglagaléria és Történelmi Emlékpark.[71]
- Újvárfalva – A Noszlopy-kúriában, Noszlopy Gáspár szülőházában az 1848–49-es forradalom és szabadságharc somogyi vonatkozásaival kapcsolatos kiállítás látható.[72][73]
- Nagybajom – helytörténeti és néprajzi kiállítás Sárközy István 18–19. századi földbirtokos kúriájában.[74][75]
- Balatonendréd – egy magánházban rendezték be a 20. század elején hírnevet szerzett endrédi csipke múzeumát.[76]
- Balatonszemes – Postamúzeum, egy barokk stílusú egykori istállóban rendezték be.[77]
- Balatonszemes – Latinovits Zoltán emlékháza[78]
- Zselickisfalud és Bőszénfa között, a Zselici Csillagos Égbolt Parkban található egy csillagvizsgálóként és planetáriumként szolgáló épület.[79]
- Péterhida – a 215 éves vízimalom felújított épületében régi gépek, berendezések tekinthetők meg.[80]

### Tájházak, népi építészet

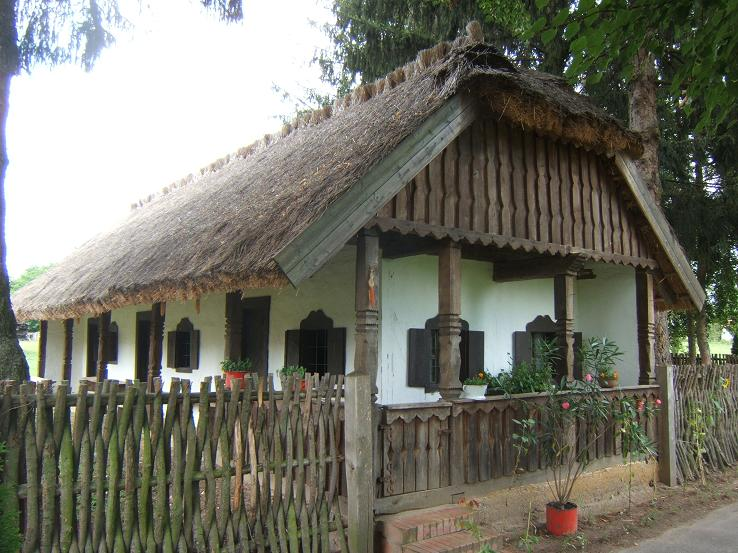
Kisbajom

- Szennai Szabadtéri Néprajzi Gyűjtemény – a szennai falumúzeum a vármegye több tájának népi építészetét mutatja be, a régi házak között áll a műemléktemplom.[20]
- Szántód – uradalmi majorság Szántódpusztán[81]
- Kisbajom – néhány régi épületet mutat be a kis falumúzeum, ingyenesen látogatható[82]
- Buzsáki tájház[83]
- Lábodi tájház[84]
- Lakócsai tájház[85]
- Balatonszentgyörgy – a népművészeti tájház épülete 1836-ban épült.[86]
- Vörs – a tájház a 19. századból származik.[87]
- Zamárdi – 1847-ben épült tájház.[88]
- Nagyberényi tájház[89]
- Mezőcsokonya – az 1884-ben épült lakóházat 2014-re újították fel, ekkor nyílt meg benne a tájház.[90]
- Táska – a Buzsák felé vezető útról északra és délre leágazva is a szőlőhegy olyan területére juthatunk, ahol nádtetős műemlék présházak sorakoznak.[91]

### Fürdők
- Kaposvár, Virágfürdő – a Dunántúl legnagyobb egybefüggő vízfelületű élményfürdője[92]
- Igal – a vármegye egyik legismertebb gyógyfürdője 1962-ben nyílt meg.[93]
- Nagyatádi Termál- és Gyógyfürdő – Nagyatád belvárosában, a Széchenyi téren található, a termálkút vizét már 119 éve használják fürdőzésre.[94]
- Csokonyavisontai gyógy- és strandfürdő[95]
- Csisztapusztai termálfürdő, Buzsák és Fonyód között[96]
- Szuloki termál- és gyógyfürdő – a kis méretű fürdő az 1960-as években feltárt, 56 fokos vízre épült. Medencéje nyitott, ezért csak szezonálisan van nyitva[97]
- Barcsi gyógyfürdő – 55 °C-os vize 1317 méteres mélységből tör fel.[98]

### Vadászházak
- Bőszénfa és Gálosfa között a Zselicben áll a Vörösalma vadászház[99]
- Kaszó – vadászház Belső-Somogy legnagyobb összefüggő erdejében[100]
- Böhönye és Vése között – csöpröndi vadászház[101]
- Csokonyavisonta – Alexandra vadászház, ami egyben ökoturisztikai és konferenciaközpont is[102]
- Ságvár – Aliréti vadászház[103]
- Lábod és Rinyabesenyő között – Nagysalléri vadászház[104]
- Karádi vadászház – a falutól északra[105]
- Vízvár – Zsitfapusztai vadászház[106]
- A Simonfa és Zselickisfalud között vezető erdei út mellett, a zselici erdőség közepében áll a ropolyi vadászház.[107]
- Szenna külterületén található a Görgényi vadászház, amely azonban legjobban nem Szenna, hanem Lipótfa felől közelíthető meg.
- Kutas és Böhönye külterületének határán áll a kutas–cseri vadászház, amely a 61-es út Böhönye és Nagybajom közötti szakaszáról délre leágazva közelíthető meg.
- Újvárfalvától északra található a Széchenyi Zsigmond vadászház.[108]

### Várak, várromok
- Kereki – Fehérkő vára[109][110]
- Balatonszentgyörgy – Csillagvár, 1820-tól 1823-ig épült.[111]
- Kaposvár vára – már az Árpád-korban is említették, a törökök 1555-ben foglalták el, de visszaszerzése után a 18. század elején lerombolták. Mai formájában nem számít turisztikai látványosságnak, falaiból szinte semmi sem látszik, környezete elhanyagolt.[1]
- Fonyódi fácános vár – középkori palánkvár, a 20. században felújítva[112]
- Őrtilos – Zrínyi-Újvár maradványai és emlékművei ugyan a Zala vármegyei Belezna irányából közelíthetők meg legkönnyebben, de már éppen Somogy vármegye határain belül állnak.[113][114]
- Nyim, kási vár – hosszabb gyalogtúra során megközelíthető középkori földvár.

### Kastélyok

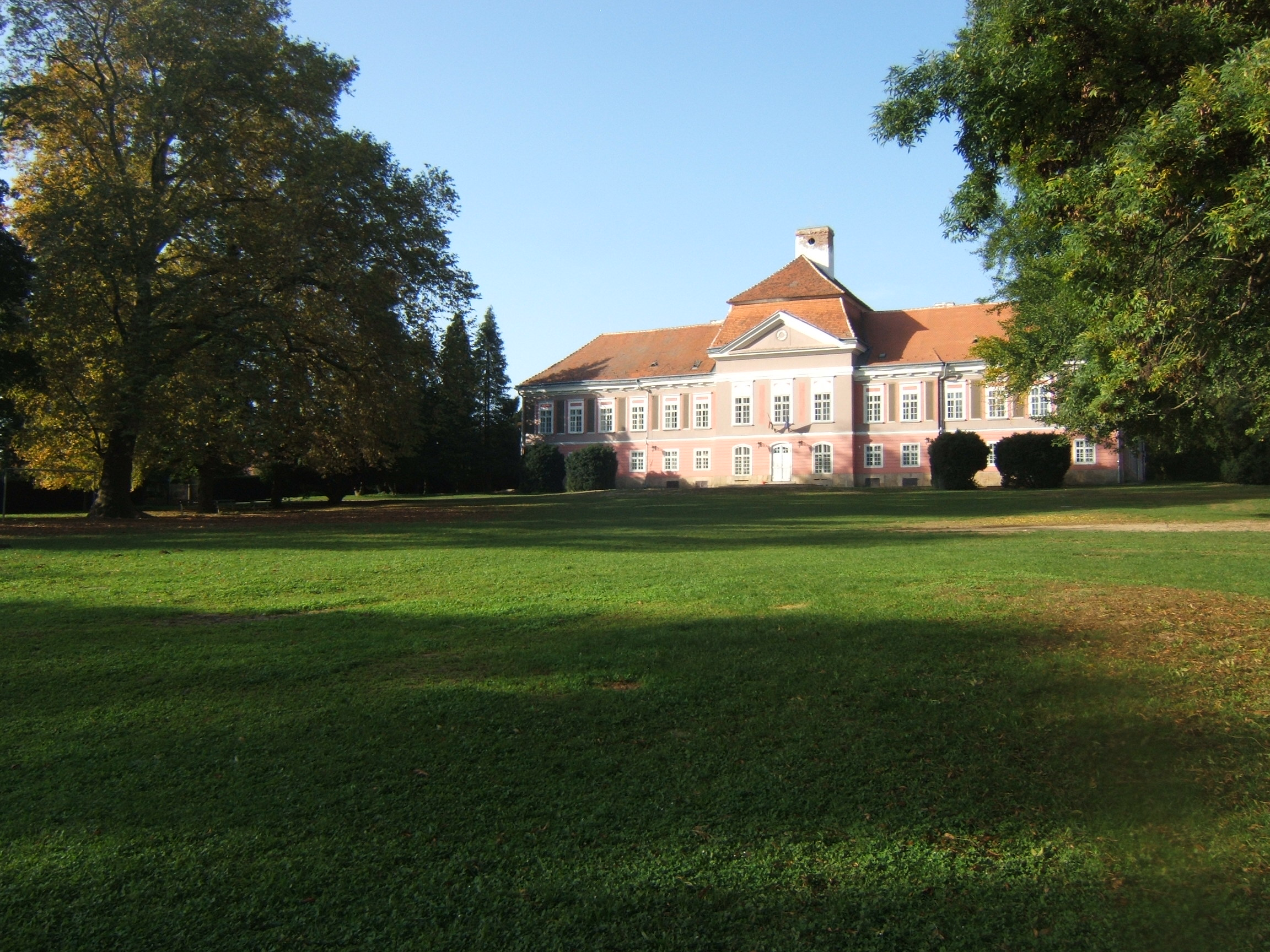
Iharosberény, Inkey-kastély

- Somogyvár – Széchenyi-kastély és parkja[115]
- Iharosberény – az Inkey-kastély a 18. században épült, parkjában óriási fák állnak.[116][117]
- Alsóbogát – a faluban két kastély is található, a Festetics-kastély romos, nem látogatható,[118] a 18. században épült, 21. század elején felújított kiskastély viszont bejelentkezéssel, belépődíjért megtekinthető.[119][120]
- Somogygeszti – a Jankivoch-kastélyban szálloda működik.[121][122]
- Kutas – a kozmapusztai Hertelendy-kastély ma ötcsillagos szálloda.[123][124]
- Nagyberki – Vigyázó-kastély[125]
- Mosdós – Pallavicini-kastély, 1949-től Somogy Megyei Tüdő- és Szívkórházként funkcionál[126]

### Kisvasutak
- Balatonfenyves – Balatonfenyvesi Gazdasági Vasút
- Kaszó – kisvasút (gőzöse is van)
- Mesztegnyő – erdei vasút

### Emlékművek, szobrok
- Balatonszárszó – József Attila-emlékmű[127]
- Balatonszabadiban áll a világ első köztéri Kossuth-szobra (1894-ben állították).[128][129]
- Nikla – Berzsenyi Dániel síremléke a temetőben 1859-ben készült.[130]
- Visnye – Visnyeszéplak mellett, az erdő szélén található az úgynevezett Pali-temető, vagyis a legendás Nagy Pál zselici betyár sírja. A helyiek ma is visznek ki virágokat a fakereszthez.[131]
- Bábonymegyerben áll a Patkó Pista és Balassa Józsi 1862-ben agyonlőtt betyárok emlékét őrző kopjafa.[132]
- A Kaposvárról Szilvásszentmártonba vezető út mentén 13, vadvirágot ábrázoló, fából készült szobrot helyeztek el, ez az úgynevezett Vadvirág-út.[133]
- Tapsony temetőjében áll az 1788-ban készült barokk pestisoszlop.[134]
- Somogycsicsó temetőjében található Somogy vármegye talán legkülönlegesebb díszítésű, 105 éves kőkeresztje.[135]
- Kőröshegy és Balatonendréd között egy erdei út mellett áll Széchenyi Zsigmond, a nagy vadász emlékműve.[136]
- Kaposvár – a város egyik legrégebbi és legnevezetesebb szobra az úgynevezett Gugyuló Jézus-szobor. A 304 éves alkotás ma a városháza lépcsőházában található, a Csalogány utcában pedig a másolatát állították ki egy képoszlopban.[1]
- Ságvár külterületén található egy kis emlékhely, amit Lőrincz Mátyás második világháborús hős pilóta halálának helyén létesítettek.[137]

### Kilátók

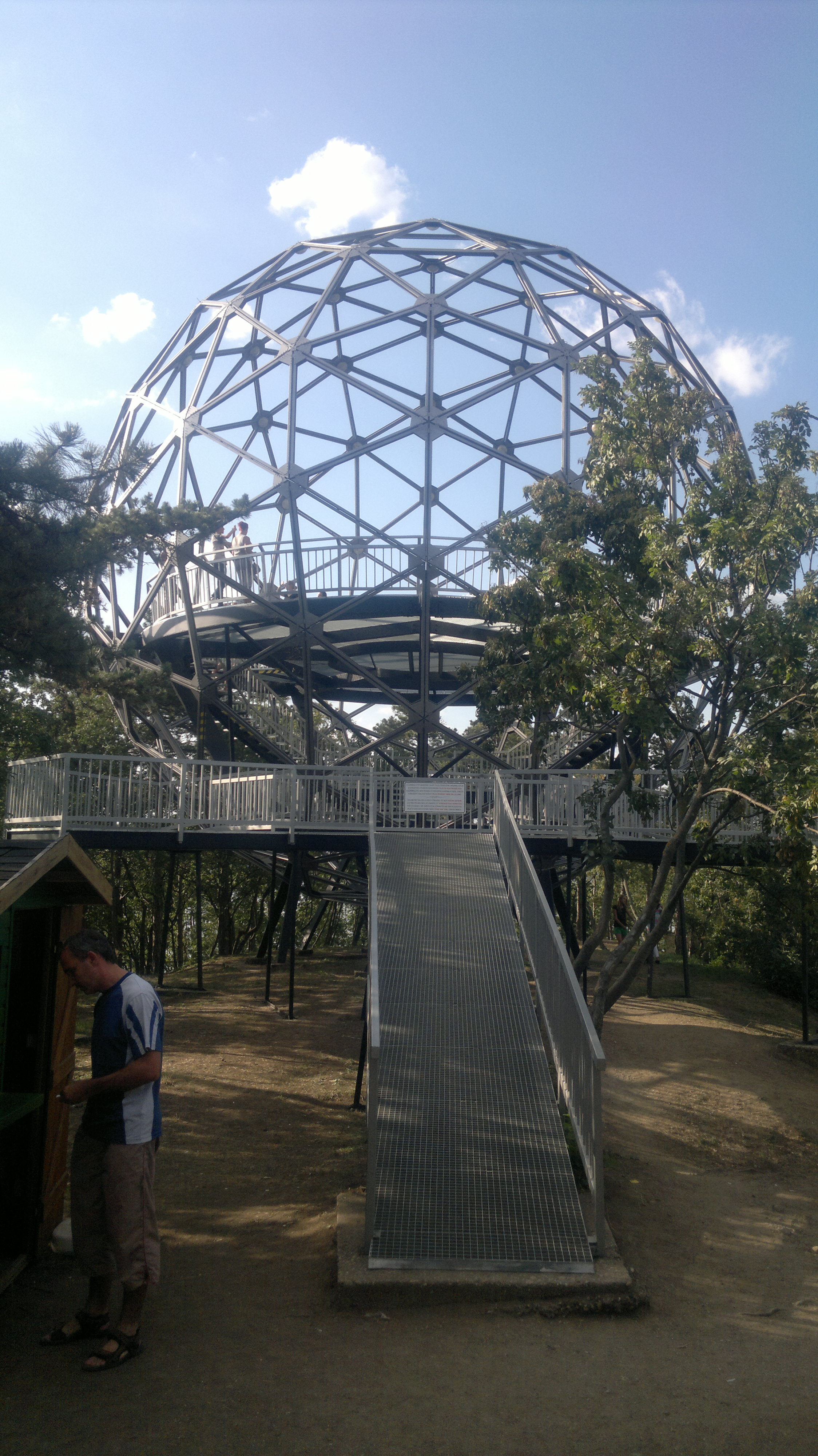
Balatonboglár, a Gömbkilátó

- Kaposvár – Desedai kilátó a kaposfüredi szőlőhegyen, a tó közelében[138]
- Balatonboglár – Xantus János Gömbkilátó[139] (újabban belépődíjas)
- Balatonföldvár – egy interaktív kiállítást is tartalmazó, hajó formájú épülethez tartozik a kilátó, amely 2016 nyarán nyílt meg.[140]
- Fonyód – kilátó a Várhegyen („Várhegyi Széplátó”), 2011-ben épült.[141]
- Fonyód – Sipos-hegyi kilátó[141]
- Zamárdi – Kőhegyi kilátó[142]
- Zselickisfalud és Bőszénfa között, a kardosfai csillagvizsgáló mellett áll egy 25 méter magas kilátó.[143]
- Szántód – „Molyhos tölgy pihenőterasz”, kilátóhely[144]

### Élővilágot bemutató helyek, arborétumok és állatparkok
- Deseda-arborétum – Kaposvár és Somogyaszaló között, a Deseda tó északi félszigetén létesítették, ingyenesen látogatható.[145]
- Kaposvár – Fekete István Látogatóközpont, a Deseda délkeleti részén nyílt meg 2014-ben, a tó élővilágát mutatja be.[146]
- Kaposvár – Erdők Háza: elsősorban gyerekeknek szóló kiállítás, interaktív játékokkal az erdők élővilágáról és az erdőgazdálkodásról[147]
- Csurgónagymarton és Pogányszentpéter között az erődben található az ágneslaki arborétum, amit több oldalról halastavak vesznek körül.[148]
- Lábod, Petesmalmi Vidrapark – a falu közelében található tórendszer, ahol vidrák mellett más ritka élőlények is megtalálhatók. A látogatók számára egy tanösvényt is létesítettek. Belépődíj ellenében látogatható.[149]
- Bárdudvarnok – Madár- és Élménypark a Zsippó nevű településrészen.[150]
- Bőszénfa – a Kaposvári Egyetemhez tartozó területen szarvasfarm és egyéb állatok bemutató- és tenyésztőhelye található. A kerítésen kívülről, a turistaútról is láthatók az állatok, de van belülről látogatható rész is állatsimogatóval.[151]
- Kőröshegy – teknősterrárium[152]
- Kaszó – A településen vadaskert és tanösvények is találhatók, köztük a faszerkezetű építményen kialakított Lombkorona-tanösvény, amely mintegy 9 méter magasan, a fák lombjai között halad, és számos ismeretterjesztő játék is van rajta.[153]
- Kereki – Balatoni Madárkert - tematikus egzotikus madárpark. Papagájok, pávák mellett számos madárritkaság bemutatóhelye, mediterrán jellegű parkban.[154]

### Egyéb
- Ságvár közelében, az erdőben, egy löszös talajú dombban található a Betyár-barlang.[155]
- A ságvári szőlőhegy nevezetessége az úgynevezett Lyukas-domb: egy domb, amibe alagutat fúrtak.[156]
- Kéthely – 2016-ban egy helyi pincészetben nyílt meg Európa első „bormozija”, azaz egy olyan mozi, ahol a szokásos cukrozott üdítők helyett bort lehet inni film közben.[157]

## Természeti környezet

### Területek
- Balatoni panoráma a déli partról
- Duna–Dráva Nemzeti Park – sokhelyütt érintetlen természeti környezet Európa egyik legtisztább vizű folyója, a Dráva mentén. Gyalogos és vízitúrák kedvelt helyszíne.[158] Különleges látványossága a heresznyei magaspart.[159]
- Baláta-tó Természetvédelmi Terület és Erdőrezervátum – ez a védett terület Kaszó közelében található. Itt él például a ritka rovaremésztő növény, az aldrovanda is.[160]
- Táska – Fehérvízi-láp
- Csombárd és Mezőcsokonya között – Csombárdi rét – növényvilága miatt nevezetes.[161]
- Boronka-melléki Tájvédelmi Körzet
- Töreki tavak (természetvédelmi terület)
- Babócsai Basakert
- Látrány – Látránypusztai ősgyep
- Barcsi-ősborókás – 1974-ben védetté nyilvánított terület, 1996 óta a Duna-Dráva Nemzeti Park kiemelt jelentőségű területe.[162]
- Desedai kalanderdő[163]

### Híres vagy különleges fák
- Kőkút, Rinyabesenyő és Homokszentgyörgy között az erdőben áll az ország legnagyobb duglászfenyője, amit különleges alakja miatt Kandeláber-fának neveznek.[164]
- Libickozma és Mesztegnyő között az erdőben áll a legendás Képes-fa, aminek törzsébe egy Mária-képet foglaltak bele.[165]
- Barcs és Darány között, a 6-os főút mellett áll a szintén legendás „Patkó Bandi fája”.[166]
- Felsőmocsolád mellett az erdőben áll egy 400 évesnek tartott hársfa, ami 2012-ben elnyerte az Európai Év Fája-díjat.[167]
- Ötvöskónyi kastélyparkjában található a vármegye legnagyobb fája, egy több mint 10 méter törzskerületű hárs, sajnos elég rossz állapotban van.[168][169]
- Szőkedencs temetőjében egy 700 évesnek mondott hársfa áll.[170]
- Kaposváron, a Berzsenyi iskola udvarán áll az 1929-ben az 1848–1849-es szabadságharc és Trianon emlékére ültetett Szabadságfa.

### Egyéb
- Kaposgyarmat – mésztufahasadék és a Bivalyfej nevű mésztufaképződmény a Lozsiti-erdőben, turistaúton nem közelíthető meg.[171]
- Zamárdi nyugati részén található a legendás Szamárkő.[172][173]
- Gálosfa – Csepegő-kő[174]

## Rendezvények
- Kaposvári Nemzetközi Kamarazenei Fesztivál (Kaposfest) – 2010 óta rendezik a megyeszékhelyen[175]
- Rippl-Rónai Fesztivál (korábban Festők Városa Hangulatfesztivál) – Kaposvár tavaszi rendezvénye[176]
- Kaposvári Mézfesztivál – 2007 óta tartják minden szeptemberben.[177] Ötletét az adta, hogy Somogy az ország egyik legjelentősebb méztermelő vármegyéje.
- Kaposvár, Miénk a város! – Minden szeptember elején megrendezett fesztivál, számos zenei programmal.[178]
- Kaposvár, farsangi fesztivál, Dorottya-napok – Annak emlékére rendezik meg, hogy Kaposváron játszódik Csokonai Dorottya című vígeposza. 2011 óta hozzá kapcsolódik a Kaposvár Dombjai Farsangi Félmaraton nevű utcai futóverseny is.[179]
- Kaposvári Nemzetközi Ifjúsági Sportfesztivál, ahova a világ minden tájáról érkeznek csapatok. Kezdetben csak labdarúgó-fesztivál volt, de 2013-ban kézilabdával és kosárlabdával, később röplabdával is bővült.[180]
- A kaposvári Rippl-Rónai-villa felújított parkjában minden tavasszal tízezernyi nárcisz nyílik, erre építve 2014 óta minden tavasszal megrendezik itt a családi programokkal tarkított Nárciszünnepet, ahol megkóstolható az úgynevezett Rippl-Rónai-torta is.[181][182][183]
- Kaposfüred – 2001 óta tartják a Káposztás Ételek Főzőversenyét.[184]
- Mesztegnyő, Rétesfesztivál – minden év júliusában rendezik meg 1999 óta.[185][186]
- Zamárdi – a nyári Balaton Sound zenei fesztivált 2007 óta rendezik meg.[187]
- Szenna – Hurkafesztivál 2007 óta minden ősz végén vagy tél elején.[188][189]
- Kaposvár – Hurkafesztivál a nagypiacon, 2012 óta minden tél elején[190]
- Somogybabod – minden év pünkösdjén rendezik meg a híres Off Road Fesztivált.[191]
- Balatonboglár-Szőlőskislak – 2005 óta ősszel tartják a Töklámpás Fesztivált, ahol tökből készült ételek főzőversenye is szerepel a programok között.[192]
- Vése – Országos Kovácstalálkozó 2003 óta minden nyáron.[193]
- Nagyszakácsi – Királyi szakácsok főzőversenye a királyi szakácsok egykori falujában, nagy hagyományokkal bíró gasztronómiai fesztivál,[194] folytatása azonban kétséges (2014-ben elmaradt).[195]
- Csurgó – A csuszafesztivált 2004 óta rendezik meg arra a legendára alapozva, hogy a túrós csusza annak a Török Bálint 16. századi hadvezérnek volt a kedvenc eledele, akinek felesége Csurgón óriási virágoskertet létesített.[196]
- Fonyód – 2010 óta minden télen megrendezik a téli Balaton egyik legnagyobb rendezvényét, a kolbászfesztivált.[197][198]
- Somogysárd – 1993 óta minden év szilveszterén megrendezik az idők során országos hírnévre szert tett nyúlfuttató versenyt.[199][200]
- Som – 2005 óta minden június végén sütifesztivált rendeznek.[201][202]
- Látrány – 2014 óta nyaranta tartják a Látrányi Lekvár- és Gyümölcsfesztivált.[203][204]
- Szilvásszentmárton – F.A.L.U. Fesztivál – nagyszabású összművészeti fesztivál, amelyet 2018 nyarától kezdve rendeznek meg minden évben. Neve a „falu, ahol lehetetlen unatkozni” jelmondat rövidítéséből ered.[205]
- Marcali – Minden év február utolsó szombatján rendezik meg a Borforraló Fesztivált.[206]

### Teljesítménytúrák és túramozgalmak Somogyban
- Dél-dunántúli Pirostúra – három vármegyét érint, leghosszabban Somogyban halad. Két végpontja Szekszárd és Siófok
- Szántód: Szamárkő 25/10 – Fejérkő 50 teljesítménytúra (rendező: SZKTE)
- Siófok: Cinege teljesítménytúra
- Ságvár: Löszölő/Tökölő teljesítménytúra
- Kaposvár: Zselic 50/20/10 teljesítménytúra
- Somogyi Várak túramozgalom